# MBC 뉴스데스크 부산
《MBC 뉴스데스크 부산》은 부산MBC TV에서 매주 월요일부터 목요일 오후 8시 30분, 금요일, 일요일 오후 8시 10분, 토요일 오후 8시 15분에 방송 중인 부산 지역 메인 뉴스 프로그램이다.

## 개요
부산MBC 뉴스데스크로 읽는다.

## 앵커
| 대수 | 진행자 | 진행자 | 진행 기간                          | 비고                          |
| 대수 | 남성   | 여성   | 진행 기간                          | 비고                          |
| ---- | ------ | ------ | ---------------------------------- | ----------------------------- |
| 1대  | 김동현 | 정경진 | 일자 미상 ~ 2017년 12월 22일       |                               |
| 2대  | 빈칸   | 안희성 | 2017년 12월 26일 ~ 2021년 4월 30일 |                               |
| 3대  | 서준석 | 김다영 | 2021년 5월 3일 ~ 2021년 8월 13일   | [ 1 ]                         |
| 4대  | 서준석 | 이지희 | 2021년 8월 16일 ~ 2022년 7월 29일  | [ 2 ] [ 3 ] [ 4 ] [ 5 ] [ 6 ] |
| 5대  | 서준석 | 서효원 | 2022년 8월 1일 ~ 2022년 8월 12일   |                               |
| 6대  | 류제민 | 서효원 | 2022년 8월 15일 ~ 2023년 4월 13일  |                               |
| 7대  | 빈칸   | 서효원 | 2023년 4월 14일 ~ 2023년 6월 2일   |                               |
| 8대  | 서정모 | 빈칸   | 2023년 6월 5일 ~ 2024년 8월 29일   | [ 7 ]                         |
| 임시 | 빈칸   | 이지희 | 2024년 8월 30일                    |                               |
| 9대  | 빈칸   | 강민경 | 2024년 9월 2일 ~ 현재              | [ 8 ]                         |

## 경쟁 프로그램
- KBS 뉴스 9 부산 (KBS 부산 1TV)
- KNN 뉴스아이 (KNN TV)